# サン・ヴィセンテの祭壇画

サン・ヴィセンテの祭壇画

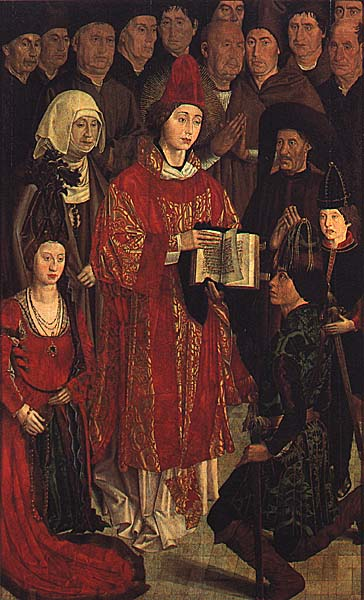
サン・ヴィセンテの祭壇画の一部

サン・ヴィセンテの祭壇画（サン・ヴィセンテのさいだんが、Painéis de São Vicente de Fora）は1883年に発見された祭壇画で、ポルトガルの国宝である。リスボンの守護聖人である聖ヴィセンテの名を課し、大航海時代のポルトガルの縮図とも言える作品でもある。この作品を巡っては、制作者、制作年代、動機、そしてパネルの人物について様々な説が出ており、今日に至るまで決着が着いていない。現在はリスボンの国立古美術館に所蔵されている。

## 制作者と動機
サン・ヴィセンテの祭壇画の制作者については、ポルトガル国王アフォンソ5世に仕えた宮廷画家ヌーノ・ゴンサルヴェスと言われてきたが、現在では疑問視されている。
制作動機に関しては、ポルトガルの航海業績を称えるために制作された、或いはアヴィス王家の結束を促すために制作された（アフォンソ5世即位直後に起きた、叔父であるコインブラ公ペドロとの争いの悲劇を繰り返さないため）、更には1471年のタンジェ攻略成功を記念するために制作された等、様様な説がある。

## 祭壇画の構造
聖ヴィセンテを中央に配する形で6つのパネルから成っている。パネルは向かって左から、修道僧のパネル(pt)、漁師のパネル(pt)、エンリケ航海王子のパネル（pt）、陸軍総司令官のパネル（pt）、騎士のパネル（pt）、聖遺物のパネルと命名される。
なお、中央の聖人については一般に聖ヴィセンテと言われているが、実はジョアン1世の末子で人質として死んだフェルナンド王子だという説、二人の服装が微妙に違っていることから、1147年にイスラム勢力からリスボンを奪回する時に殉教死したサン・クレスピンとサン・クリスピーノの兄弟聖人という説もある。

## エンリケ航海王子の肖像画を巡る謎

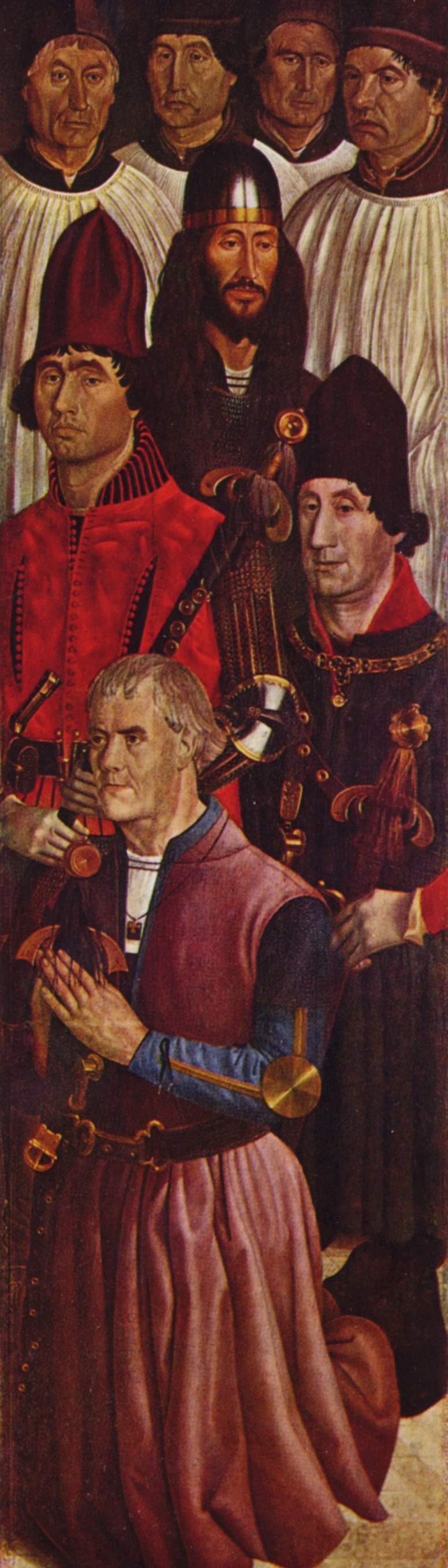
騎士のパネル

この祭壇画を巡って最も議論の対象となったのが、パネルの人物特定である。特に対象となったのがエンリケ航海王子である。
一般に、エンリケ航海王子は左から3番目の聖ヴィセンテの右側に居る、口髭を生やし黒い鍔帽子を被った人物とされており、一般に抱かれるエンリケ航海王子の画像イメージもこれに従っている。このパネルが俗に、エンリケ航海王子のパネルと言われているのはそのためである。その根拠とされたのが、1837年に発見された『ギネー発見征服誌』である。同書には上記と全く同じ人物の画像が挿入されており、その下にエンリケの標語である“最善を尽くせ”が記されていたからである。
しかし、最近ではこの人物はむしろ兄ドゥアルテ1世で、エンリケ航海王子は向かって右から2番目の騎士のパネルの最前列で、両手を合わせてひざまずいている人物だというのが有力視されている。顔つき・体格が彫像や当時の記録と一致していること、身に着けている服装及び紋章が、エンリケが団長を務めていたキリスト騎士団の物であるというのがその理由である。
さらには、エンリケ航海王子は最初から描かれていないという説も出されており、祭壇画を巡る混迷はますます深まるばかりである。